# Carin Bækmarck
Carin Bækmarck (Karin Cecilia Baekmark), född 6 december 1941 i Ljungbyhed, Riseberga, är en svensk konstnär.
Bækmarck studerade konst för Tage Hansson vid Skånska målarskolan och grafik i Lund. Hennes konst består av höst och vinterbilder av skånska landskap. Bækmarck är representerad vid några skånska kommuner.

### Fotnoter
1. ↑  BAEKMARK, KARIN Arkiverad 20 november 2016 hämtat från the Wayback Machine. Solid info.se, läst 19 november 2016
2. ↑  Litografi Carin Backmark Metropol auktioner, läst 19 november 2016